# Giulio Polerio
Giulio Cesare Polerio (né en 1548 à Lanciano, dans la province de Chieti, Abruzzes - mort en 1612 à Rome) est un joueur d'échecs italien.

## Biographie
En 1575, Polerio, surnommé l'Abruzzese (son lieu de naissance Lanciano est situé dans les Abruzzes), accompagna son ami Giovanni Leonardo à Madrid, pour le célèbre tournoi organisé par la cour d'Espagne. Leonardo et lui jouèrent en équipe, contre le célèbre joueur Ruy Lopez ainsi qu'un autre maître espagnol dénommé Alfonso Cerón. Ultérieurement, les Italiens furent rejoints par Paolo Boï, également connu sous le pseudonyme du Syracusain.
Après la rencontre de 1575, Polerio décida de rester à Madrid. Un certain nombre de manuscrits écrits entre 1580 et 1600 lui sont attribués. C'est principalement grâce à ces écrits qu'il est possible d'apprécier la qualité des échecs espagnols et italiens de cette époque.
Après son retour à Rome, Polerio devint maître d'échecs auprès du Prince de Buoncompagno. En 1606, il perdit un match contre Geronimo Cascio (uk) à Rome.

## Exemple de partie
Polerio - Lorenzo
[C53] Sora
1.e4 e5 2.Cf3 Cc6 3.Fc4 Fc5 4.c3 De7 5.0-0 d6 6.d4 Fb6 7.Fg5 Cf6 8.a4 a6 9.Fd5 Cb8 10.Cbd2 c6 11.Fa2 Fg4 12.Db3 Fa7 13.Dd1 g6 14.dxe5 dxe5 15.Fxf7+ Rd8 16.Cxe5 Dxe5 17.Fxf6+ Rc8 18.Dxg4+ Cd7 19.Fxh8 Dxh8 20.Fe6 De8 21.Cc4 Rc7 22.Df4+ Rd8 23.Dd6 Fb8 24.Dxd7+ Dxd7 25.Fxd7 Rxd7 26.Cb6+ Rd6 27.Cxa8 Fa7 28.Tfd1+ Rc5 29.Td4 a5 30.Tad1 b5 31.b4+ axb4 32.cxb4# 1-0

## Sources
- (en) Cet article est partiellement ou en totalité issu de l’article de Wikipédia en anglais intitulé « Giulio Cesare Polerio » (voir la liste des auteurs).

- (it) Cet article est partiellement ou en totalité issu de l’article de Wikipédia en italien intitulé « Giulio Polerio » (voir la liste des auteurs).